# Старая Сорочина
Старая Сорочина — деревня в Суджанском районе Курской области. Входит в состав Малолокнянского сельсовета.

## География
Деревня находится на реке Малая Локня (приток реки Локня в бассейне Суджи), в 14 км от российско-украинской границы, в 80 км к юго-западу от Курска, в 17 км к северу от районного центра — города Суджа, в 1,5 км от центра сельсовета — Малая Локня.
Климат
Старая Сорочина, как и весь район, расположена в поясе умеренно континентального климата с тёплым летом и относительно тёплой зимой (Dfb в классификации Кёппена).
Часовой пояс
Деревня Старая Сорочина, как и вся Курская область, находится в часовой зоне МСК (московское время). Смещение применяемого времени относительно UTC составляет +3:00.

## Население
| 2002 | 2010 |
| ---- | ---- |
| 31   | ↘16  |

## Инфраструктура
Личное подсобное хозяйство. В деревне 15 домов.

## Транспорт
Старая Сорочина находится в 1,5 км от автодороги 38К-024 (Льгов — Суджа), в 1,5 км от автодороги межмуниципального значения 38Н-449 (38К-030 — Новоивановка — 38К-024), на автодорогах 38Н-451 (38Н-449 — Старая Сорочина) и 38Н-754 (38Н-451 — Новая Сорочина), в 2 км от автодороги 38Н-775 (38Н-449 — Никольский), в 1 км от ближайшей ж/д станции Локинская (линия Льгов I — Подкосылев).
В 124 км от аэропорта имени В. Г. Шухова (недалеко от Белгорода).